# Phyllodoce hiatti
Phyllodoce hiatti är en ringmaskart som beskrevs av Hartman 1966. Phyllodoce hiatti ingår i släktet Phyllodoce och familjen Phyllodocidae. Inga underarter finns listade i Catalogue of Life.